# Polidramnios
Con polidramnios si intende una sovrapproduzione di liquido amniotico che si verifica nel 2% delle gravidanze. È una condizione in cui l'indice del liquido amniotico (AFI) è superiore a 24 cm, o la tasca massima è superiore a 8 cm.

## Eziologia
Le possibili cause del polidramnios si distinguono in:

### Da aumentata produzione urinaria fetale
- Diabete materno: questo è il caso del diabete gestazionale, specialmente in caso di macrosomia fetale
- Sindrome da trasfusione feto-fetale nel gemello ricevente
- Idrope fetale

### Da ridotta deglutizione fetale
- Ostruzioni del tratto gastrointestinale (ad esempio atresia esofagea con fistola e atresia del duodeno, mentre le ostruzioni del basso tratto intestinale non provocano solitamente polidramnios). Di solito il polidramnios si presenta a partire dalla 26ª settimana, ma non sempre è possibile porre il sospetto in utero: infatti le ostruzioni del tratto gastrointestinale sono tra le poche patologie che vengono identificate in utero in meno del 20% dei casi (l'ecografia non fa diagnosi di ostruzione in più dell'80% dei casi).
- Patologie neuromuscolari (distrofia miotonica) che comportano una ridotta deglutizione. In questo caso, l'osservazione dei movimenti fetali basta per escludere questa condizione rarissima.
- anencefalia può essere causa di polidramnios, perché comporta la ridotta deglutizione da parte del feto affetto. Questa patologia rara e letale viene però già esclusa dall'ecografia del primo trimestre.

### Da malattie infettive in gravidanza
Può essere utile richiedere i comuni esami infettivologici, anche se non si tratta di una causa frequente di polidramnios.

## Complicanze
Il polidramnios può essere dannoso sia per il feto che per la gestante: la gestante può avere problemi respiratori gravi, sanguinamento vaginale dopo il parto, il travaglio potrebbe iniziare precocemente e le membrane intorno al feto potrebbero rompersi. Invece il feto può presentarsi in una posizione anomala, così da richiedere un parto cesareo, il funicolo ombelicale può uscire dalla vagina prima del bambino e infine il feto rischierebbe di morire.
Aumenta inoltre il rischio di malpresentazione del neonato al momento del parto per l'aumentato volume del sacco amniotico.
Per quanto riguarda la madre, può andare incontro a un discomfort a causa della distensione addominale.

## Diagnosi
Per diagnosticare il Polidramnios:
- Misurazione ecografica dell'indice del liquido amniotico,
- Esame ecografico completo, compresa la valutazione di malformazioni fetali,

Il polidramnios si sospetta alla base di risultati ecografici o sulle dimensioni dell'utero quando è più grande del previsto.

## Trattamento del Polidramnios
- Ecografia per monitorare la crescita del feto e misurare i livelli di liquido
- Monitoraggio della frequenza cardiaca del feto
- Trattamento delle eventuali patologie sottostanti
- Talvolta rimozione di liquido amniotico (rari casi)
- Parto

Viene regolarmente eseguita un'ecografia per monitorare la crescita del feto e per misurare i livelli di liquido amniotico.
Disturbi della gestante come diabete o ipertensione vengono immediatamente trattati per non provocare danni al feto.
In caso di presenza di troppo liquido amniotico i medici ne tolgono l'eccesso raramente, viene rimosso se:
- Il travaglio inizia presto
- Si verificano problemi

Viene rimosso con un ago attraverso l'addome della paziente.
Se presente troppo amnios i medici possono programmare il parto del bambino dopo 39 settimane di gestazione.